# Palais du Potala
Pour les articles homonymes, voir Potala (homonymie).
Le palais du Potala, aussi appelé Potala (en tibétain : པོ་ཏ་ལ, Wylie : Po ta la, en chinois : 布达拉宫 ; pinyin : bùdálā gōng), à Lhassa, dans la région autonome du Tibet (Chine) , est un dzong (« forteresse ») du XVIIe siècle, situé sur la colline de Marpori (« la colline rouge »), au centre de la vallée de Lhassa. Construit par le 5e dalaï-lama, Lobsang Gyatso (1617-1682), le Potala fut le lieu de résidence principal des dalaï-lamas successifs et hébergea le Gouvernement tibétain jusqu'à la fuite du 14e dalaï-lama en Inde durant le soulèvement tibétain de 1959, à la suite de l'annexion de force du pays par la Chine. Comprenant un « palais blanc » et un « palais rouge », ainsi que leurs bâtiments annexes, l'édifice incarnait l'union du pouvoir spirituel et du pouvoir temporel tibétains, et leur rôle respectif dans l'administration de la théocratie tibétaine.
Le palais, qui bénéficie d'une protection au titre de la première liste des sites historiques et culturels majeurs protégés au niveau national du patrimoine national d'État chinois depuis 1961, sous le numéro de catalogue 1-107, est aussi inscrit sur la liste du patrimoine mondial de l'UNESCO depuis 1994. Devenu musée, il est ouvert aux visiteurs. Aux XVIIIe et XIXe siècles, cet édifice de treize étages comptait parmi les plus hauts du monde.
Le nom dérive du mont Potalaka, qui est la demeure d'Avalokiteshvara, dont trois rois du dharma (chos rgyal, sanskrit : Dharmaraja (en)) et le Dalaï-Lama sont la réincarnation.

## Histoire

### Origines
La première construction du palais du Potala date du VIIe siècle, sous le règne du roi du Tibet Songtsen Gampo (Srong-brtsan Sgam-po, vers 609-613 - 650). Puis il fut détruit partiellement par un incendie causé par la foudre au IXe siècle,.
En 1645, le 5e dalaï-lama tint une réunion avec les hauts responsables du Ganden Phodrang (Gouvernement tibétain) sur la construction du palais du Potala sur la Colline Rouge, où le 33e roi du Tibet Songtsen Gampo avait construit un fort rouge au VIIe siècle. La construction commença l'année même et il fallut près de 43 ans pour la terminer. Le 5e dalaï-lama décida d’installer le gouvernement du Tibet à Lhassa, au Potala. Il édifia la partie blanche centrale, la partie rouge étant ajoutée par le régent Sangyé Gyatso en 1690. Le Potala devint le centre gouvernemental du Tibet. Tous les départements ministériels ainsi que le collège de Namgyal, fondé à Drépung en 1574 par le 3e dalaï-lama pour la formation monastique, furent transférés au Potala en 1649. Vers la fin de sa vie, le 5e dalaï-lama se retira de la vie publique, confia les pouvoirs au régent Sangyé Gyatso et passa des années en retraite. En 1682, à l'âge de 65 ans, il mourut avant que la construction soit achevée. Cependant, il en avait confié la responsabilité à Sangyé Gyatso en lui conseillant de garder le secret de sa mort pour un temps. Le régent cacha au peuple tibétain la mort du dalaï-lama pendant plus de 12 ans, jusqu'à la fin des travaux.

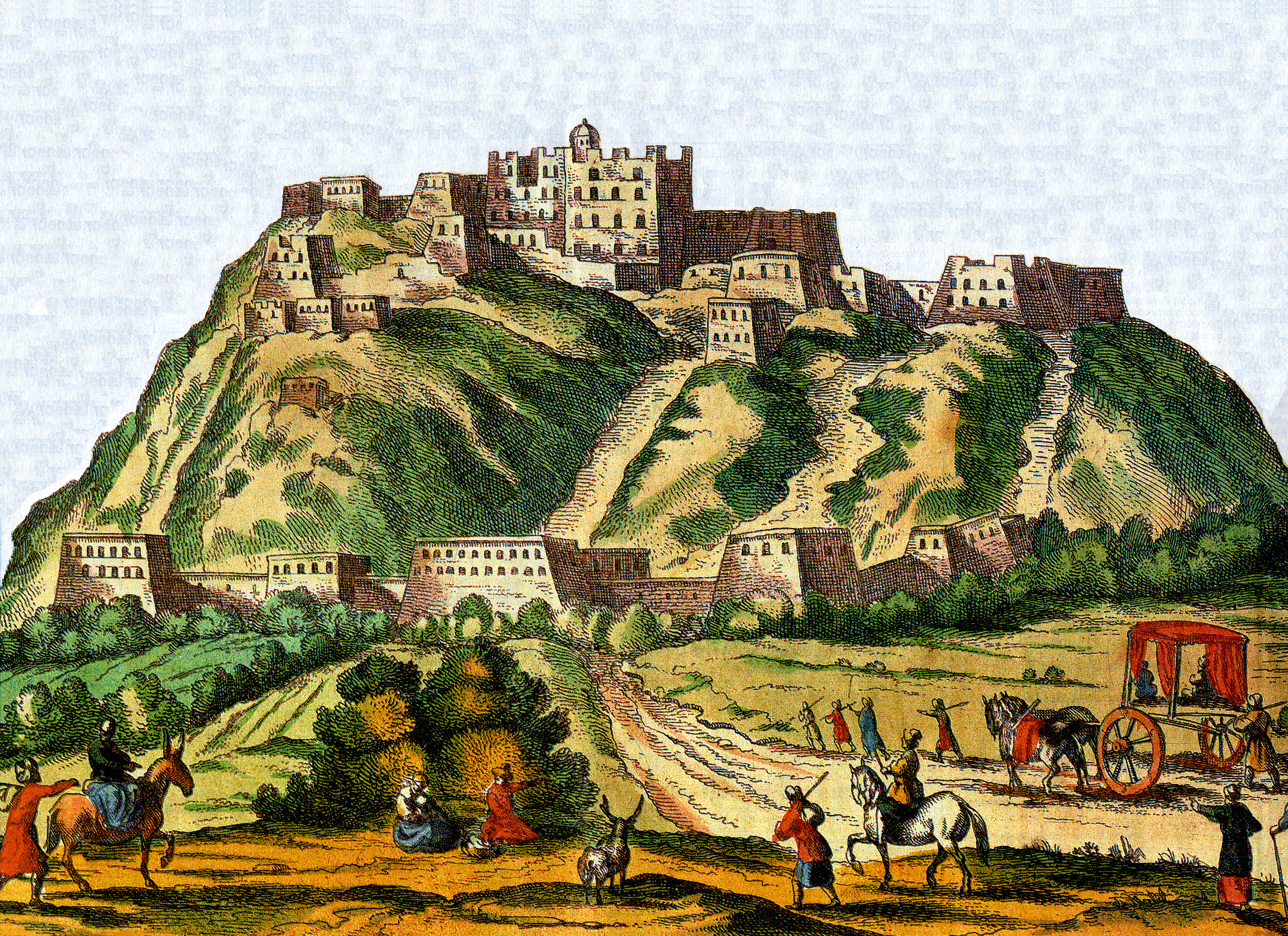
Le palais du Potala, dessin de Johann Grueber qui séjourna à Lhassa en 1661.

### Le palais d'hiver des dalaï-lamas

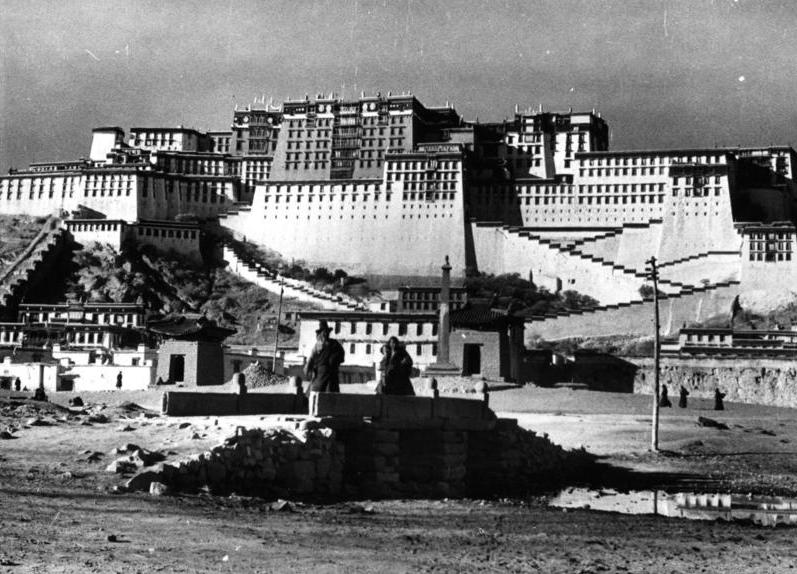
Le Potala vu depuis l'extérieur du village de Shöl en 1938. À droite de l'entrée sud, le pilier de Shöl.

Le palais du Potala devint le palais d'hiver des dalaï-lamas après la construction, au XVIIIe siècle, par le 7e dalaï-lama, Kelzang Gyatso, du Norbulingka, le palais d'été, un chef-d'œuvre architectural. Kelzang Gyatso constitua le « Kashag » ou conseil des ministres pour administrer le gouvernement tibétain, dont les bureaux étaient dans le palais du Potala. Il fonda en outre l'école de Tse, située au sommet du palais, pour former les cadres du gouvernement du Tibet. Les diplômés de cette école qui désiraient travailler dans la fonction publique devaient subir un enseignement plus poussé dans une école religieuse. Les fonctionnaires laïcs étaient principalement formés à l'école de Tse.
C'est au Potala que fut signée, le 7 septembre 1904, la convention  entre les Britanniques et le gouvernement tibétain.
En 1951, en prévision du départ du dalaï-lama pour Yatoung, des caisses pleines d'or et d'objets précieux provenant du Potala avaient été emportées par des trains de mules et de très nombreux porteurs vers le Sikkim,.
Le Potala renfermait une prison. Warren W. Smith Jr écrit que cette prison avait des airs d'oubliettes mais qu'elle était de dimensions assez réduites, ne pouvant contenir que quelques personnes au plus. Theos Bernard, un Américain qui visita le Potala en 1939, écrit que la prison faisait penser à une fosse servant à piéger un lion mangeur d'hommes et qu'elle était remplie de pauvres hères, tout desséchés, trottinant malgré leurs membres entravés.

### Bombardement lors du soulèvement tibétain de 1959
Selon le Guide du Pèlerin de Victor Chan, lors du soulèvement, la façade sud du palais fut touchée mais seul le porche du Potrang Marpo (le palais rouge) et le Tse Lobtra (l'école sommitale pour la formation des fonctionnaires religieux) furent endommagés.
Selon Gyatsho Tshering, à 2 h du matin, le 18 mars 1959, le bombardement commence, alors que le 14e dalaï-lama a quitté le Norbulingka la veille en secret. L'artillerie tire sur Potala, le bombardement dure 2 heures, à la suite de quoi, les moines du Potala sortent, offrant des cibles faciles aux mitraillettes des militaires chinois. Le 20 mars vers 4 h du matin, le palais du Potala est la cible de tirs de canon, les tirs continueront jusqu'au soir.
Avant que Jampa Kalden Aukatsang ne reçoive les tirs des soldats de l'Armée populaire de libération et soit fait prisonnier, il a été témoin : « Les obus de canon chinois ont commencé à atterrir sur le Norbulingka après minuit le 19 mars 1959 ... Le ciel s'est éclairé lorsque les obus chinois ont frappé l'école de médecine du Chakpori et le Potala. ».
Après sa fuite du Tibet pour l'Inde où il réside depuis 1959, le dalaï-lama n’a pas revu son palais du Potala.

### Protection au titre du patrimoine national
Le Potala bénéficie d'une protection au titre du patrimoine national d'État chinois depuis 1961. Grâce à l'intervention de Zhou Enlai, il échappa au vandalisme lors de la révolution culturelle (1966-1976). Du printemps 1989 à l'été 1994, le gouvernement central affecta 55 millions de yuans à sa réfection générale,. De 1989 à 2007, les travaux d'entretien entrepris ont nécessité un investissement total de 220 millions de yuans.

### Inscription au patrimoine mondial

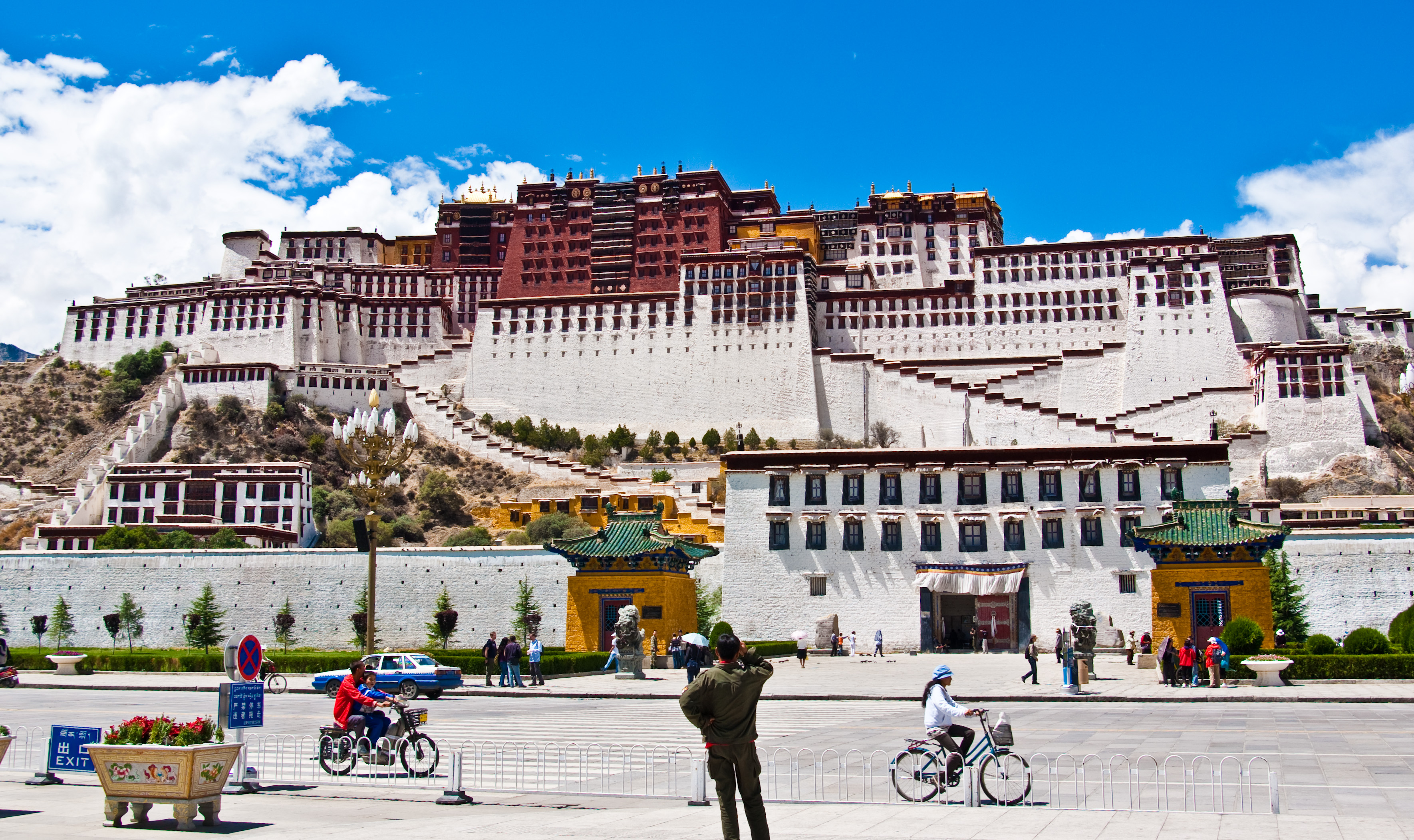
Entrée du complexe du Potala dans la muraille sud de Shöl en 2009.

Le Potala fut inscrit sur la liste du patrimoine mondial de l'UNESCO le 17 décembre 1994. La gestion du monument est assurée par le Bureau de gestion du palais du Potala.

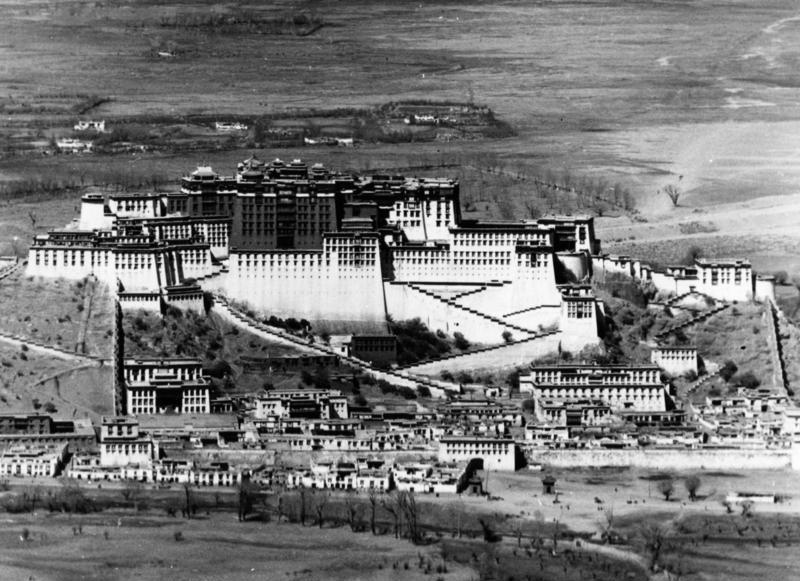
Le Potala et le village de Shöl en 1939.

Selon Amy Heller, alors que ce classement aurait dû avoir pour conséquence la restauration des bâtiments environnants pour le respect du contexte architectural, leur démolition fut menée rapidement, sans qu'une intervention puisse l'empêcher. Ces démolitions se sont effectuées « en dépit de la convention signée avec l'Unesco qui cherche à respecter l'intégrité du cadre historique d'un lieu.
En 2000 et 2001 respectivement, le Temple de Jokhang et le parc de Norbulingka furent admis sur la liste en extension du site initial.

### Immolation
En février 2022, la pop star tibétaine Tsewang Norbu s'est immolée par le feu devant le palais du Potala et est décédée. Le ministère chinois des Affaires étrangères a contesté cela.

## Ensemble historique «Potala et Shöl»
Une zone de protection (le palais du Potala proprement dit et l'enceinte du village de Shöl en contrebas) et une zone tampon furent délimitées précisément en 1997 par le gouvernement de la région autonome du Tibet.

### Zone protégée
Selon l'architecte André Alexander, à l'été 1995, plus de 140 familles résidant à Shöl furent expropriées et réinstallées au nord de Lhassa. Plus de 40 bâtiments anciens, faisant partie de l'ensemble historique « Palais du Potala et Shoel », dont beaucoup du XVIIe siècle, furent démolis tant intra-muros qu'extra-muros, étant jugés à l'époque comme d'importance trop faible pour faire partie de l'ensemble monumental,.
Pour Kate Saunders, directeur de communication de Campagne internationale pour le Tibet, en 2003 « les autorités prévoyaient de démolir la plus grande partie de ce qui restait du village de Shöl pour y construire une place et un musée. [...] La zone comportant les bâtiments extérieurs aux murailles de Shöl, fut démolie pour créer la place du Potala en 1994-1995 ». De même, Tsering Woeser indique que le village de Shol, fut rasé et déplacé.

### Zone tampon
En 1998, afin de protéger le cadre du site, les autorités locales supprimèrent les résidences modernes et les boutiques situées sur la place en face du Potala, car elles rompaient l'harmonie avec les monuments historiques.
Selon Amy Heller, une esplanade carrée ornée de fontaines et de lampadaires électriques bouleverse le cadre historique de la construction commencée au milieu du XVIIe siècle. À la bordure sud de cette vaste esplanade carrée, et en dehors des zones de protection du site du patrimoine mondial, se dresse le mémorial à la libération pacifique du Tibet.

### Organisation de la visite
Le palais du Potala subit, selon l'écrivaine Tsering Woeser, d'importants dommages liés à l'afflux touristique. Cependant, un quorum journalier de 2 300 billets, réservables à l'avance, indiquant l'heure de la visite (limitée à 60 minutes) et d'un prix élevé, a été instauré de mi-avril à novembre, pour éviter que le site ne s'affaisse sous le poids d'un trop grand nombre de visiteurs. La prise de photos est proscrite et toutes les salles sont équipées de détecteurs de mouvement et de caméras vidéo.

### Fréquentation touristique et religieuse

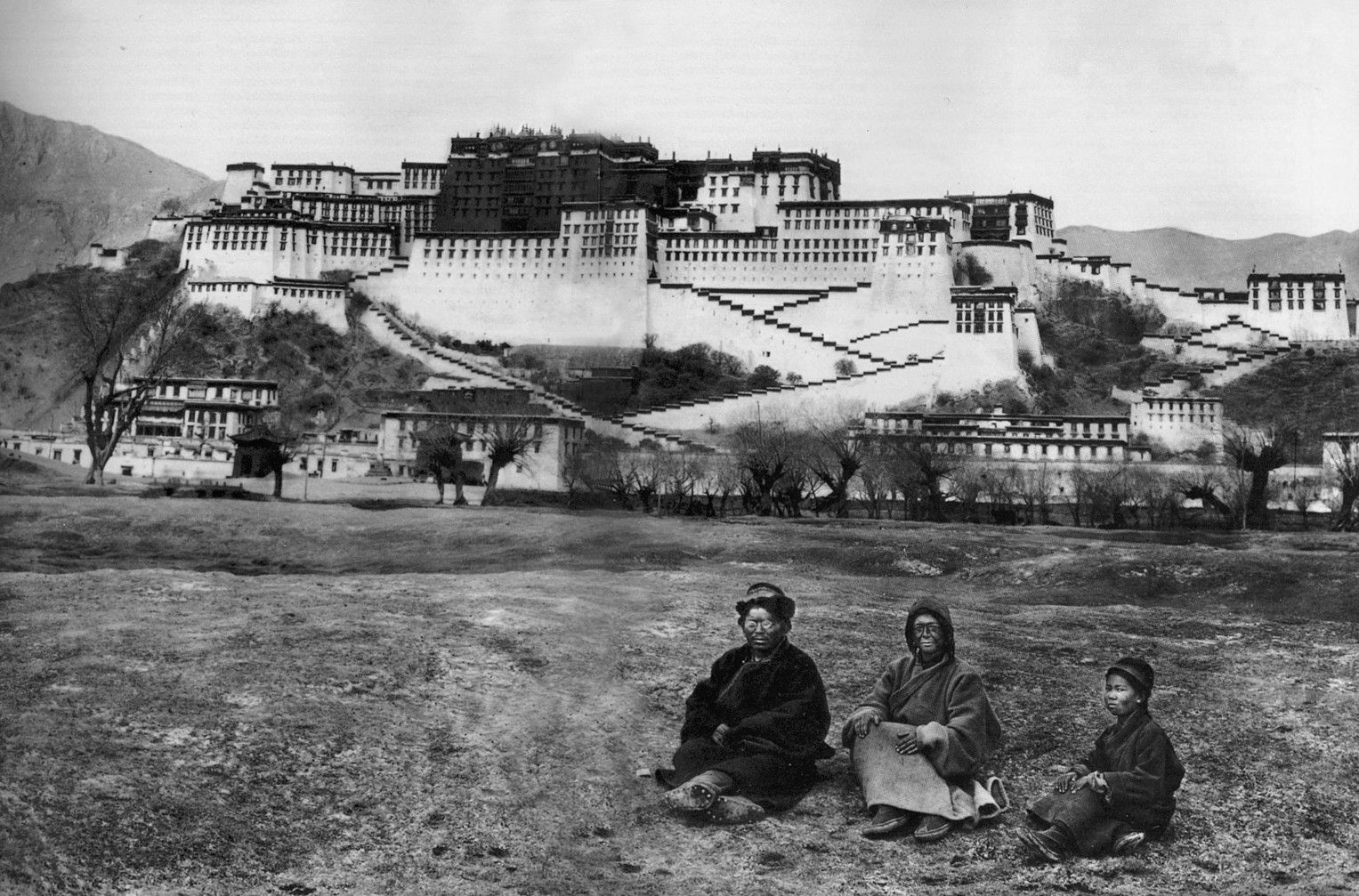
Alexandra David-Neel (au centre), première femme occidentale à visiter le Potala en 1924.

Après une visite en 2003, la journaliste Priscilla Telmon affirme que la citadelle est « vide, morte, silencieuse ». Pourtant, à la visite, lorsqu'on passe d'une chapelle à l'autre, on côtoie des pèlerins émus et frappés de crainte, venant de tout le Tibet ethnographique, déposant des offrandes devant chacun des autels. Une soixantaine de moines, qui demeurent dans le monastère abrité par le palais, sont chargés de la garde des salles visitées par les touristes.

## Architecture

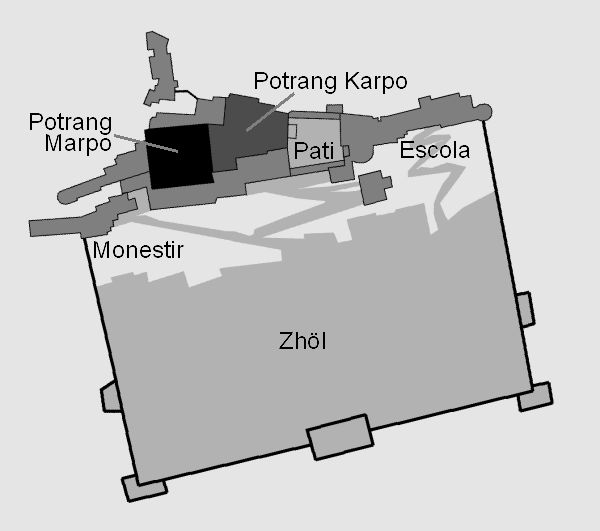
Plan du Potala et du village de Shöl en contrebas (légendage en catalan : pati = cour, monestir = monastère, escola = école).

Bâti à 3 700 m d'altitude, sur une colline haute de 130 mètres, le palais du Potala domine, avec ses treize étages et ses mille pièces, la ville de Lhassa. Avec ses murs imposants (8 m à la base, avec diminution progressive jusqu'à 1 m au sommet) et ses nombreuses rangées droites de fenêtres ainsi que ses toits plats, il tient davantage de la forteresse que du monastère. De fait, jusqu'au milieu du XVIIIe siècle, il constitua une des grandes forteresses militaires du Tibet. Son architecture est modelée sur celle de la forteresse des princes de Shigatsé et sa ressemblance avec le Palais de Leh bâti 10 ans auparavant dans la capitale du Ladakh, est également frappante.
Des plans en couleurs, imprimés sur de la toile épaisse il y a plus de trois siècles, ont été exposés en 2019 à l'occasion du lancement d'un projet de numérisation de 2 800 des 10 000 volumes conservés en différents endroits du  palais. Outre les murs en dur, y sont représentés les piliers en bois.

### Implantation
L'implantation du Potala présente des ressemblances avec le modèle impérial chinois où le complexe palatial est ceint de murailles. Mais alors qu'en Chine les bâtiments principaux s'alignent selon un axe nord-sud — les bâtiments ancillaires étant placés à l'est et à l'ouest et répartis autour de cours et l'entrée principale étant au sud —, au Potala, du fait de la nature accidentée du terrain, l'axe central suit l'arête, orientée est-ouest, de la colline, orientation soulignée par la tour au plan en forme de soleil à l'est et la tour au plan en forme de lune à l'ouest.
L'escalier principal, qui gravit la colline depuis l'est, se divise à mi-hauteur : l'escalier de droite monte vers le palais blanc, l'escalier de gauche monte vers le palais rouge.

### Le palais blanc

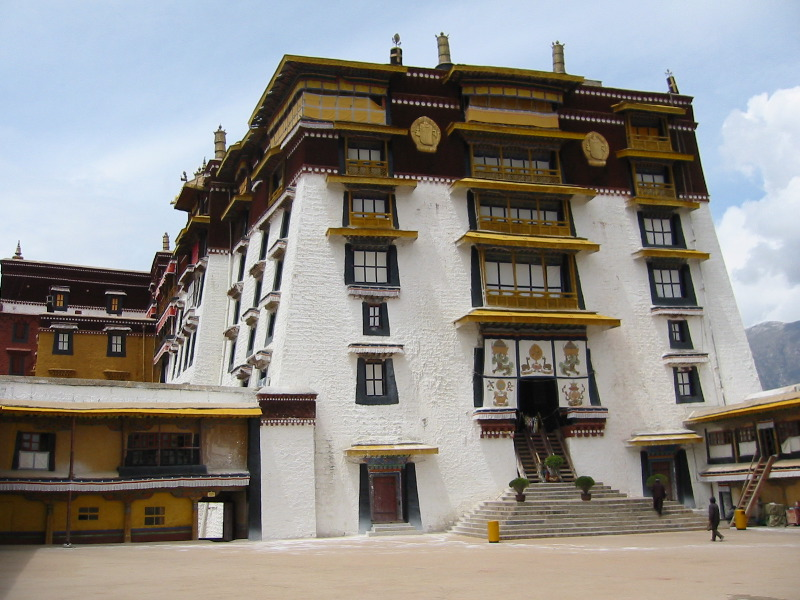
Le palais blanc : les appartements des dalaï-lamas sont en haut, les bureaux de l'ancien gouvernement tibétain aux étages inférieurs.

Le palais blanc, Phodrang Karpo en tibétain, est la partie du Potala qui est affectée aux quartiers de résidence du dalaï-lama. Le premier palais blanc fut construit sous le règne de Lobsang Gyatso, le 5e dalaï-lama, au XVIIe siècle. Ce dernier et son gouvernement y emménagèrent en 1649.
Le palais blanc fut ensuite étendu par le 13e dalaï-lama, Thubten Gyatso, au début du XXe siècle. D'usage séculier, le palais contenait les quartiers d'habitation, les bureaux, le séminaire et l'imprimerie.
Il domine une cour intérieure centrale peinte en jaune, la Deyang Shar, qui servait aux cérémonies et aux danses religieuses ainsi qu'à des représentations de l'opéra tibétain.
L'Autrichien Heinrich Harrer, qui fréquenta le Potala à la fin des années 1940, y voyait un palais aux dehors magnifiques et imposants mais aussi une résidence sombre et sans confort que ses locataires successifs devaient être contents de quitter car la construction du palais d'été du Norbulingka avait été commencée dès le règne du 7e dalaï-lama (pour être achevée seulement par le 13e).

### Le palais rouge

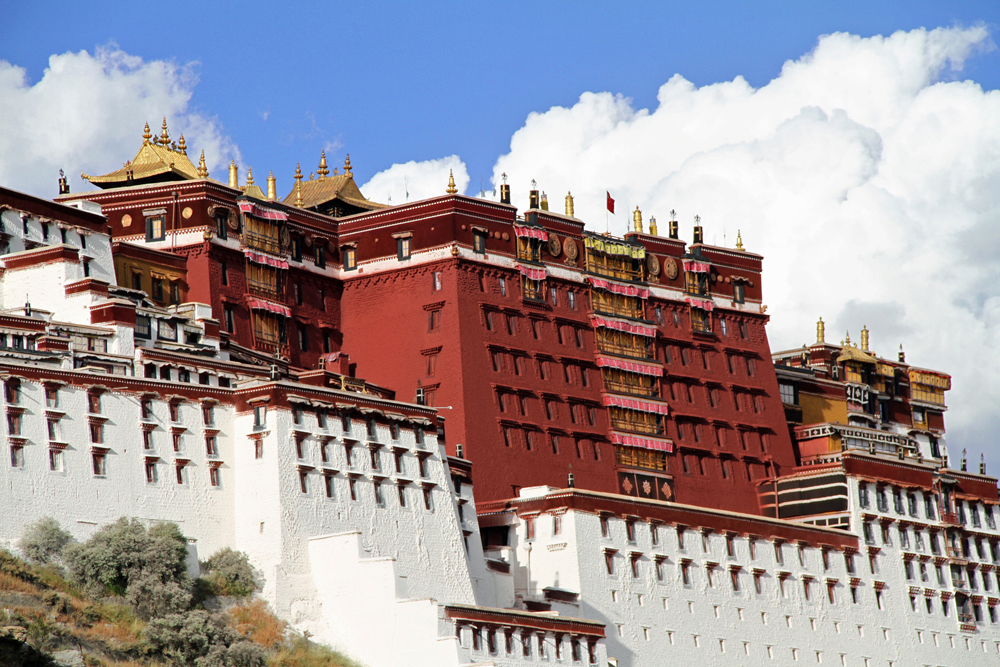
Le palais rouge.

Le palais rouge, Phodrang Marpo en tibétain, est la partie du Potala qui est entièrement vouée à l'étude religieuse et aux prières bouddhistes.
D'un plan complexe, il abrite de nombreuses entrées, chapelles et bibliothèques sur plusieurs niveaux, reliées par beaucoup de petites galeries tortueuses.
Il abrite aussi les stūpas (sépultures) de huit des dalaï-lamas (les cinquième, septième, huitième, neuvième, dixième, onzième, douzième et treizième).
Le stupa contenant la dépouille embaumée du Grand Cinquième est le plus grand et le plus magnifique de tous. Édifié en 1691, il fait 14,85 m de haut. Sa structure est en bois de santal, plaqué de feuilles d'or (représentant 3 727 kg) et serti de milliers de diamants, perles, agates et autres pierres précieuses.
Le gros œuvre du stūpa du 13e dalaï-lama fut bâti pendant la régence du 5e Réting Rinpoché. Haut de 14 m (soit 86 cm de moins que le stupa du Grand 5e), il est couvert d'or et de pierres précieuses.
Des peintures murales retracent les événements importants de la vie du 13e dalaï-lama, dont l'audience avec l'empereur Guangxu et l'impératrice douairière Cixi (Tseu-Hi) à Pékin.

### Le collège monastique
À gauche (à l'ouest) du palais rouge, les bâtiments blancs abritaient le collège monastique ou Namgyal Dratsang.

### La cérémonie du Tsomchö Sertreng et les grands thangkas

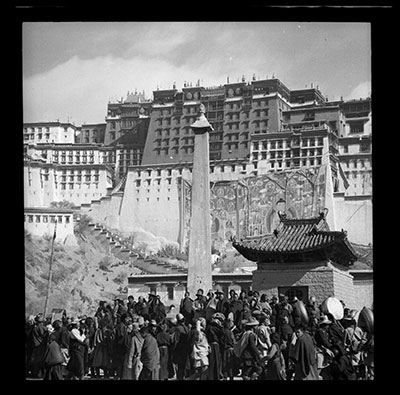
Cérémonie du Tsomchö Sertreng le 28 avril 1949, photographiée par Hugh Edward Richardson.

La partie basse de la façade blanche du Potala servait à exposer les thangkas géants de la déesse Tara et du sage Sakyamuni.
Durant la cérémonie du Tsomchö Sertreng (tibétain : ཚོགས་མཆོད་སེར་སྦྲེང༌, Wylie : tshogs mchod ser sbreng), le 30e jour du 2e mois du calendrier tibétain, instituée par le régent Sangyé Gyatso en 1694 (24 avril 1694) et commémorant la mort du 5e dalaï-lama, deux grands thangkas ornaient la façade du Potala. La cérémonie est marquée par des processions de moines et d'images à Lhassa, des danses et des spectacles musicaux,. Cette cérémonie cessa après 1959. L'écrivaine Tsering Woeser indique en 2007 qu'à l'été 1994 les deux thangkas géants furent à nouveau exposés sur le mur blanc extérieur du palais du Potala. Elle ajoute que ce rituel n'avait pas été célébré depuis plus de 40 ans, et a cessé de l'être depuis 1994. Un poète chinois a noté la scène : « Chaque endroit de Lhassa d'où l'on pouvait apercevoir le Potala était bondé. ».

### Richesses du Potala
Tsering Woeser affirme que le Potala a été totalement vidé de ses 100 000 livres et documents historiques. L'or et les joyaux entreposés dans un magasin dénommé Namsay Bangzod, auraient été transférés à l'administration du Trésor public à Shanghai, Tianjin et Gansu. Pour sa part, la tibétologue Amy Heller écrit que les inestimables livres et trésors artistiques accumulés au cours des siècles au Potala ont été préservés.
Pour Jean Dif, les trésors du Potala sont immenses et inestimables : des centaines de statues, de bois, d’or, d’argent, de cuivre ou d’argile, en provenance de Chine, des Indes, du Népal et du Tibet, des peintures murales minutieuses, décorant pratiquement toutes les pièces ; d’innombrables thangkas, tous plus beaux les uns que les autres ; de riches bibliothèques, contenant tout le savoir du Tibet ; sans parler des objets usuels : lampes à beurre, coupes de porcelaine, billets de banque tibétains, plats en peau de yack, costumes et masques de cérémonie.

## Dans la culture populaire
- Le palais du Potala peut être construit comme merveille mondiale dans le jeu vidéo Civilization VI (2016).

## Galerie

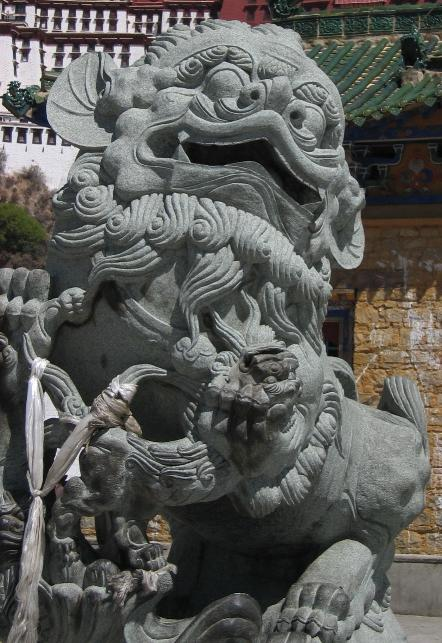
Un des deux lions de pierre aux abords de l'entrée du Potala dans l'enceinte sud de Shöl
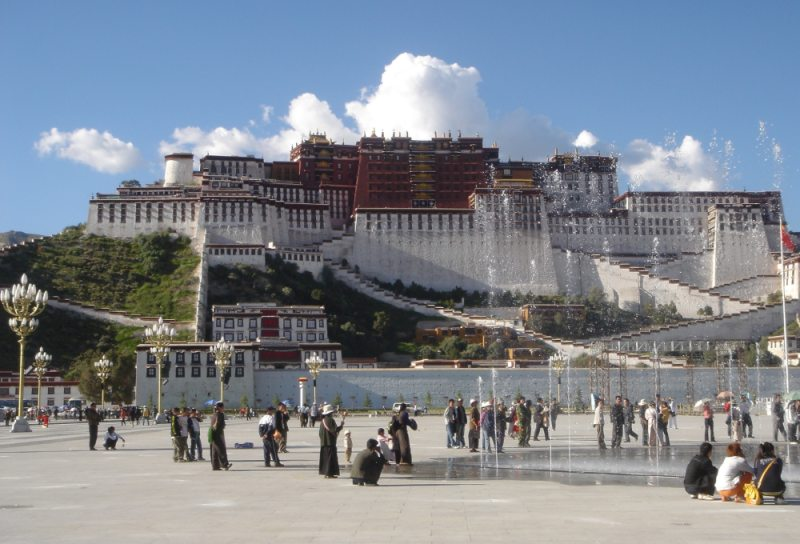
Le Potala vu depuis la place de la Libération en 2005
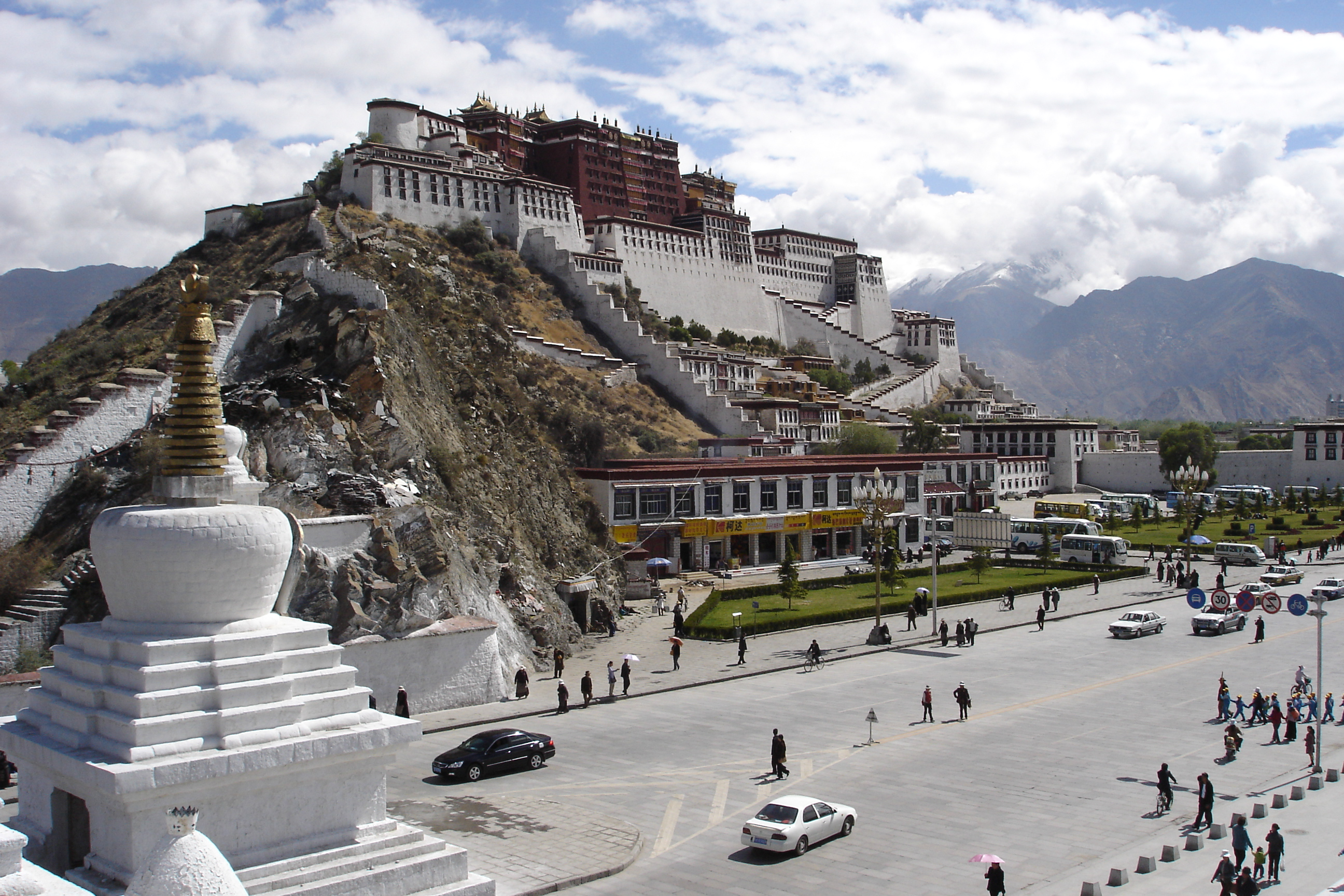
Le Potala depuis le pied de la colline de Chagpo Ri en 2006
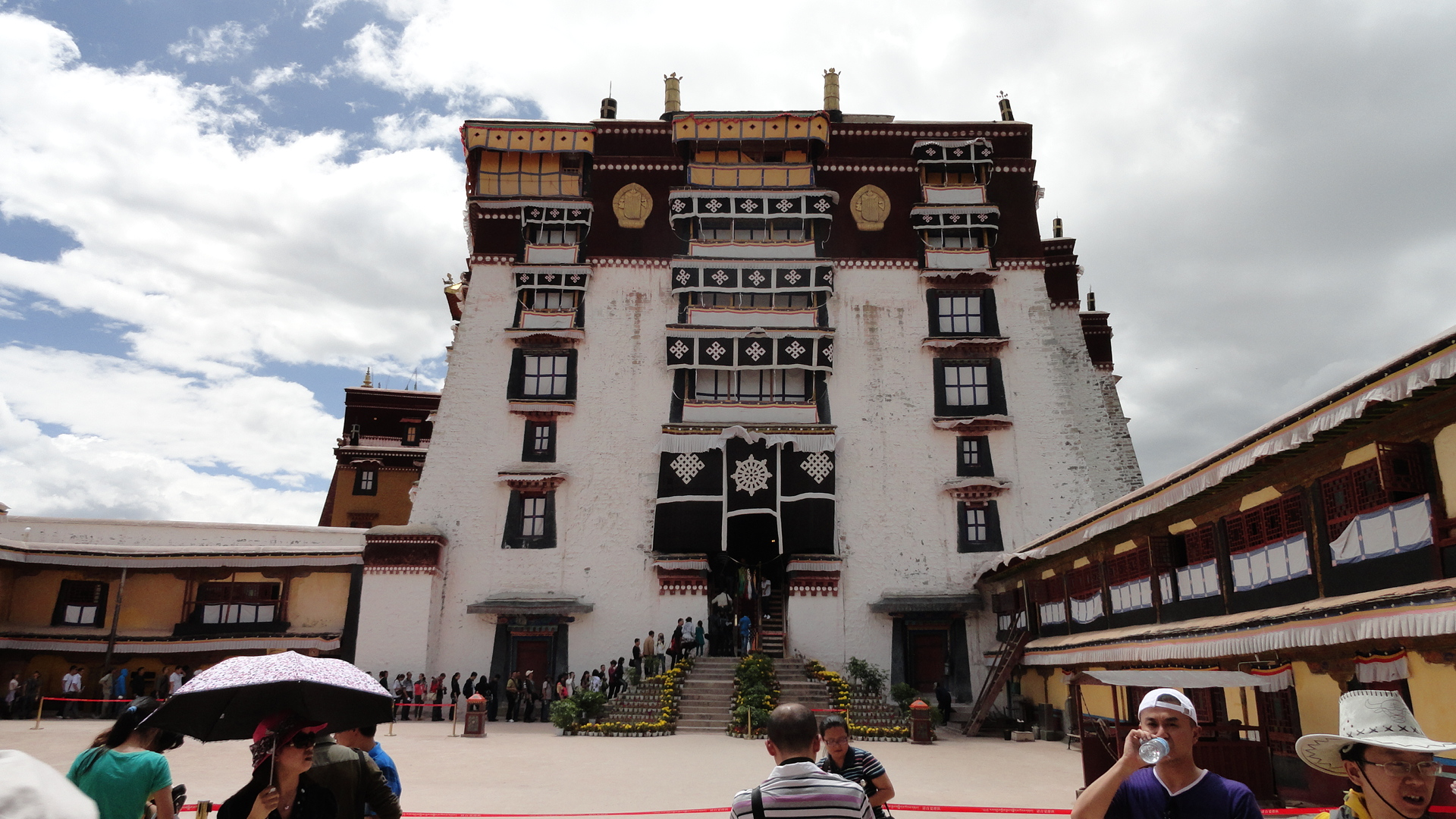
La cour intérieure centrale avec le palais blanc en 2011
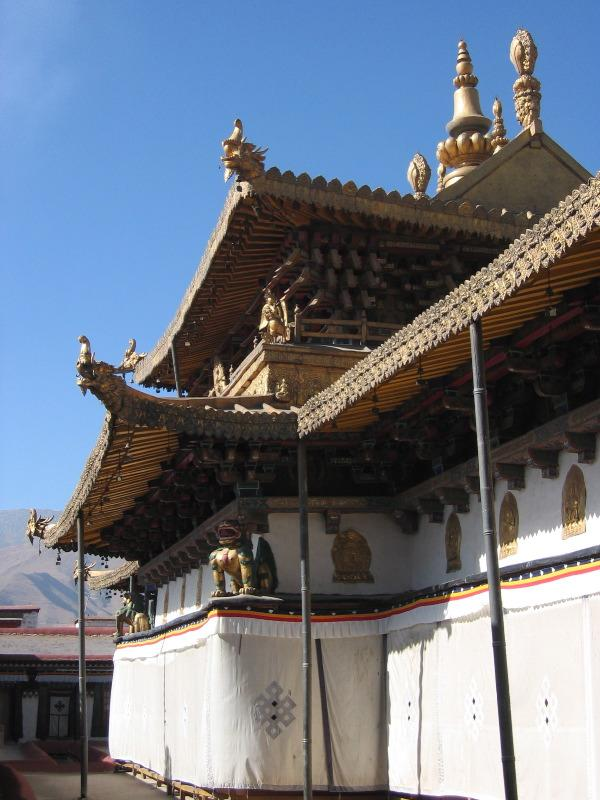
Une des toitures dorées du Potala en 2004
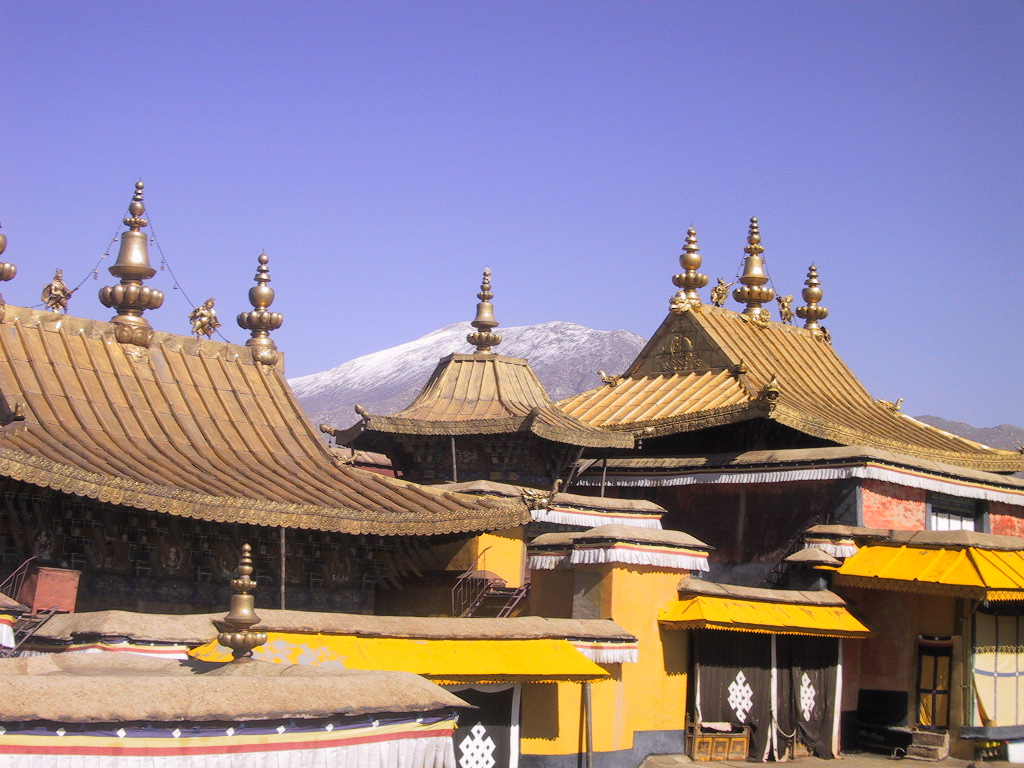
Toitures dorées de la terrasse du palais rouge en 2004
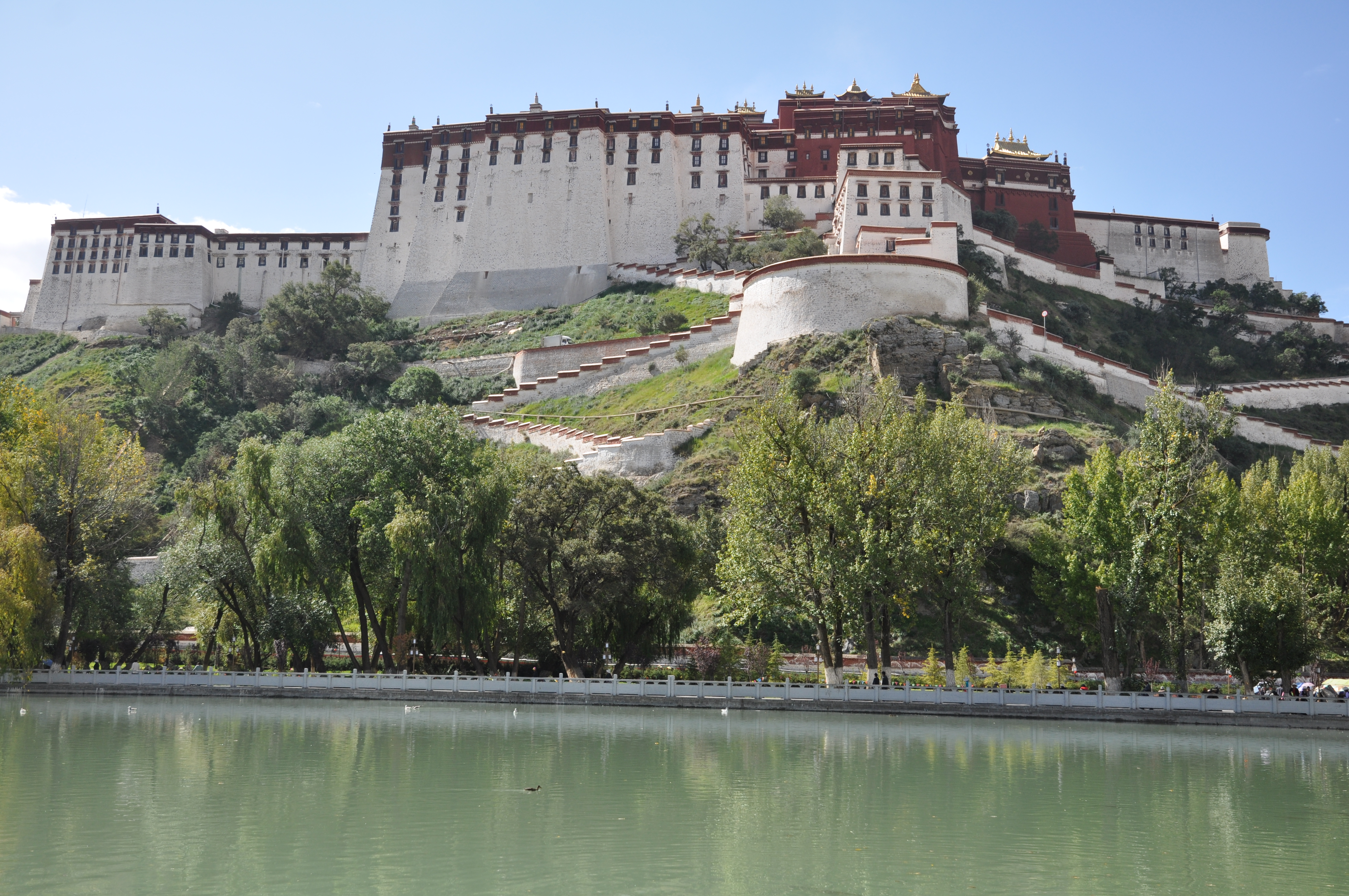
La face arrière du Potala en 2009
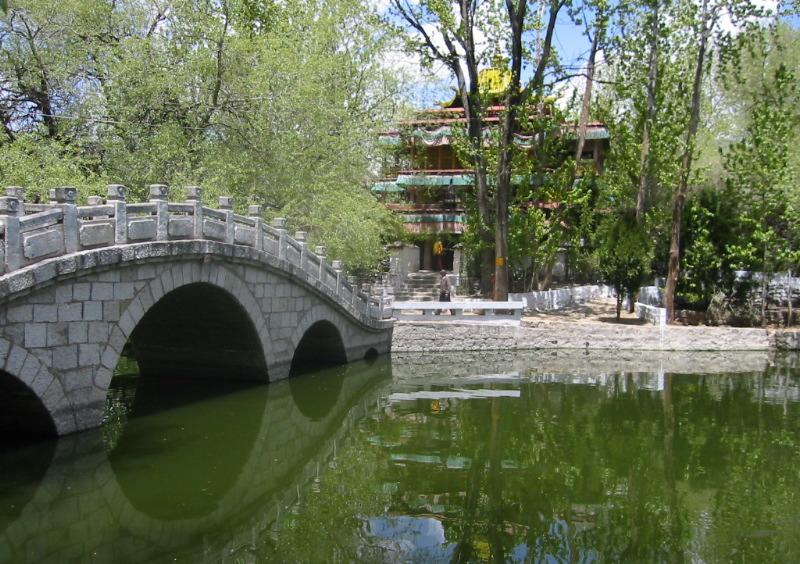
Pont, étang et chapelle du parc derrière le Potala en 2004
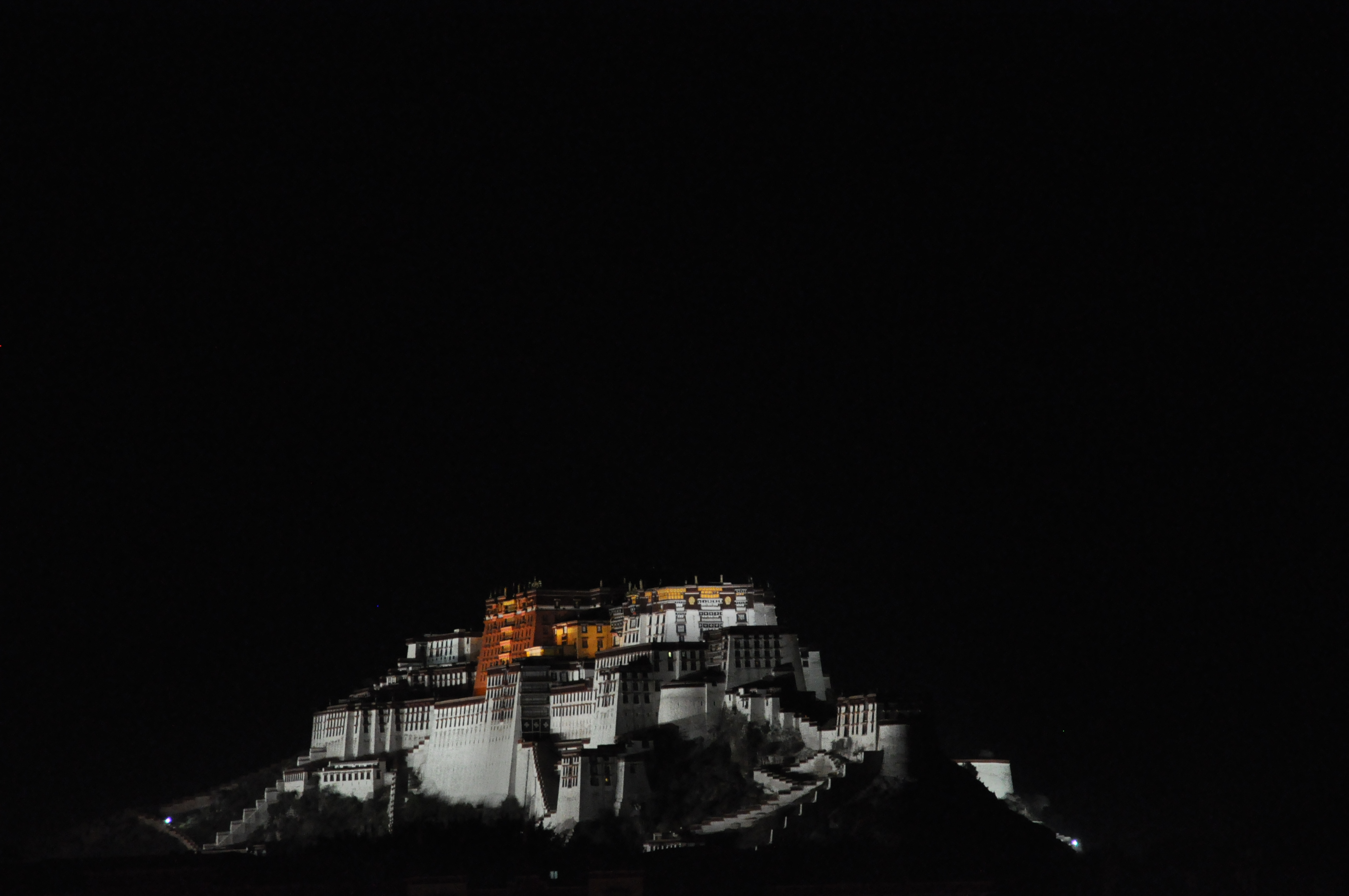
Le Potala illuminé vu du toit d'une maison près du Barkhor
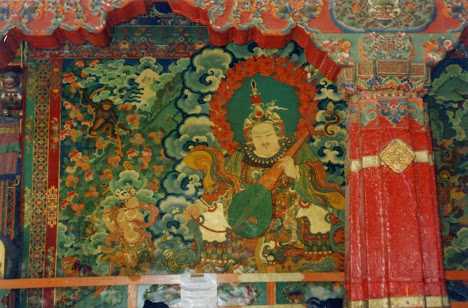
Détail de la décoration dans le Potala